# Semiothisa pressaria
Semiothisa pressaria är en fjärilsart som beskrevs av Hugo Theodor Christoph 1893. Semiothisa pressaria ingår i släktet Semiothisa och familjen mätare. Inga underarter finns listade i Catalogue of Life.